# الدوري الفلسطيني الممتاز للضفة الغربية 1996–97
الدوري الفلسطيني الممتاز للضفة الغربية 1996–97 هي أول بطولة في ظل السلطة الوطنية.

## الترتيب
توج فريق خدمات رفح بأول بطولة في ظل السلطة الوطنية الفلسطينية لموسم 1996-97، وذلك بعد إجراء أول انتخابات للاتحاد الفلسطيني لكرة القدم للرجال عام 1996، وأقيمت أول بطولة دوري في عهد السلطة الوطنية الفلسطينية، وهي بطولة جمعت الفرق التي شاركت في بطولة دوري موسم 1986-1987.
وكانت بداية انطلق هذه البطولة في شهر سبتمبر عام 1996، وانتهت في شهر إبريل عام 1997، وأعلن الاتحاد الفلسطيني لكرة القدم، فوز نادي خدمات رفح بلقب هذه البطولة، والتي كانت بداية عهد جديد في عالم كرة القدم الفلسطينية، بقيادة المدرب الراحل نايف عبد الهادي رحمه الله.